# Олтянка (Ледешть, Вилча)
Олтянка (рум. Olteanca) — село у повіті Вилча в Румунії. Входить до складу комуни Ледешть.
Село розташоване на відстані 164 км на захід від Бухареста, 34 км на південний захід від Римніку-Вилчі, 63 км на північ від Крайови, 147 км на південний захід від Брашова.

## Населення
За даними перепису населення 2002 року у селі проживали 138 осіб, усі — румуни. Усі жителі села рідною мовою назвали румунську.